# Școala de Afaceri Internaționale (IBS BFSU)
International Business School din Beijing(IBS BFSU) (Chineză: 北京 外国语 大学 国际 商 学院 sau 北 外国 商; pinyin: Beijing Wàiguóyǔ Daxue Guoji shāngxuéyuàn) este o școală de afaceri din Beijing, Universitatea de Studii Externe (Chineză: 北京外国语 大学; pinyin Beijing Daxue Wàiguóyǔ), cunoscută popular ca Beiwa (chinezesc: 北 外) și a fost fondată în 2001. Situată în campusul de vest al facultății IBS BFSU, de asemenea, este cea mai mare școală de predare în ceea ce privește numărul studenților. Inclusiv IBS BFSU oferă mai multe programe de licență de Management, licență de Economie, Master of International Business și alte programe de formare non-grad în chineză cât și în alte limbi străine. Până în 2017, studenții full-time în IBS au atins 2.000, iar peste 400 dintre ei sunt studenți internaționali din 60 de țări.

## Programe
| Undergraduate                     | Postgraduate           | Short term                              |
| --------------------------------- | ---------------------- | --------------------------------------- |
| International Business            | International Business | Certificate in Chinese Business Studies |
| International Finance             | Finance                | International Foundation                |
| International Marketing           |                        |                                         |
| Chinese Business Studies          |                        |                                         |
| International Economics and Trade |                        |                                         |

## Evenimente IBS
În luna mai 2017 IBS a inițiat Alianța școli de afaceri pe Silk Road.
În septembrie 2015, IBS a înființat un nou grad de doctorat în disciplina secundară a „comerțului internațional și guvernanță regională“.
În iunie 2015, IBS stabilit o cooperare cu Universitatea din Barcelona, în Spania și Franța a Școlilor de Management European.
În aprilie 2015, IBS Centrul pentru inovare și antreprenoriat stabilite.
În 2013, IBS a semnat acordul de cooperare cu Biroul de Promovare de Investiții al Ministerului Comerțului, având ca scop promotori ai schimburilor economice și de investiții între China și restul lumii, și cooperarea noastră în orientare politică de investiții de peste mări și domeniile de investiții de peste mări.
În 2012, IBS a stabilit cooperarea cu mai multe universități străine și institute inclusiv Universitatea din Malaya, Colegiul de Sud din Malaezia, Munchen Business School, Institutul Internațional de Management Dortmund.
În 2012, G20 Centrul de Cercetare a IBS a dobândit o finanțare anuală de 1 milion de RMB timp de trei ani consecutivi de la Departamentul Internațional al Ministerului financiar.
În 2012, BFSU centru de formare experimentală pentru personalul de conducere transnaționale economică a fost evaluat de către Ministerul Educației ca centru național de demonstrație de predare experimentală.
În 2010, IBS Stabilit de cooperare cu institute și universități străine, inclusiv la Universitatea Illinois din Chicago, Universitatea din Virginia, Universitatea din San Francisco, Universitatea Lancaster din Marea Britanie, Universitatea Edith Cowan din Australia, Universitatea Națională Vietnam, Universitatea din Vietnam din economie și comerț, Universitatea Khon Kaen în Thailanda, Universitatea de Nord-Vest din Africa de Sud, Universitatea de Studii Economice Plehanov în Rusia.

## Legături externe
http://solbridge.bfsu.edu.cn